# ななみとこのみのおしえてA・B・C
『ななみとこのみのおしえてA・B・C』（ななみとこのみのおしえて エー ビー シー）は、2003年12月26日にStudio Ringより発売されたアダルトゲームである。「ななこの」と略される。
『はじめてのおいしゃさん』の事実上の続編である。

## あらすじ
ふとしたことから知り合った近所に住む双子の姉妹、西村ななみと西村このみ。2人の母親からの手紙で、夏休みの家庭教師を依頼されたことをきっかけに、親密な関係となっていく。

## キャラクター
声優名は、2003年12月に開催されたコミックマーケット65で販売されたドラマCDのもの。
井上雅尚（いのうえ まさなお）
声：新田祐一
主人公。暇な大学生で、このみが屋根から落ちてきたことがきっかけで姉妹と知り合いになる。
遠藤宏（『はじめてのおるすばん』の主人公）と同じ大学の一年後輩で、上村雅文（『はじめてのおいしゃさん』の主人公）の親交のある親戚にあたる。
西村ななみ（にしむら ななみ）
声：佐倉凛
双子の西村姉妹の姉。勉強は得意だが不器用。花嫁学校に通っている都合で家を空けることがある。努力家。料理は苦手。
7月27日生まれ、血液型A型
身長：135cm、体重:29,5kg、3サイズ：64/51/66
西村このみ（にしむら このみ）
声：紬叶慧
双子の西村姉妹の妹。勉強は苦手だが料理は得意。新体操を習っている都合で家を空けることがある。活動的。
7月27日生まれ、血液型A型
身長：135cm、体重:29,5kg、3サイズ：62/51.2/67
観月しおり（みづき しおり）
声：あさり☆
双子の観月姉妹の姉。『はじめてのおるすばん』が初出。西村姉妹のクラスメートでななみの前の席。
観月さおり（みづき さおり）
声：もっち
双子の観月姉妹の妹。『はじめてのおるすばん』が初出。西村姉妹のクラスメートでこのみの前の席。
朝倉ゆうな（あさくら ゆうな）
声：天天
双子の朝倉姉妹の姉。『はじめてのおいしゃさん』が初出。西村姉妹のクラスメートでななみの後ろの席。
朝倉まいな（あさくら まいな）
声：佐々木あかり
双子の朝倉姉妹の妹。『はじめてのおいしゃさん』が初出。西村姉妹のクラスメートでこのみの後ろの席。

## 主題歌
オープニングテーマ「ちっちゃな恋」
作詞：まちゃ吉 / 作曲・編曲：龍造寺真如 / 歌：真理絵
エンディングテーマ「けせらせら」
作詞：まちゃ吉 / 作曲・編曲：龍造寺真如 / 歌：真理絵

## スタッフ
- 原画：Sin-Go、むりりん
- シナリオ：まちゃ吉
- 音楽：龍造寺真如

## 補足
「はじめてシリーズ」の続編として、『はじめてのおてつだい』が発売されている。
2005年10月21日、画面解像度を 800×600 に変更し、システムを改良した『ななみとこのみのおしえてA・B・C 〜りにゅーある〜』が発売されている（ただし、『無印』のDVD-ROMに収録されていた「おまけ」のファイル類は収録されていない）。
2010年10月29日、画面解像度を 1280×720 に変更し、ワイドモニターに対応した『ななみとこのみのおしえてA・B・C HDワイドスクリーン版』が発売された。このバージョンはAndroid用にも移植され、DLsiteでダウンロード販売されている。
2011年2月10日、DVDPG版が発売された。「たてすじの殿堂4」と銘打っている。
元Leafのシナリオライターであった竹林明秀の死後に発売され、スタッフロールに多謝「青紫」（竹林の別ネーム）とあったことから、竹林の遺作とも言われていて、公式には竹林の参加は肯定も否定もされてはいなかったが、販売元のビジュアルアーツ社長の馬場隆博がtwitter上にて参加を認めた。